# 奧黛莉·麥唐娜
奧黛莉·安·麥唐娜（英語：Audra Ann McDonald，1970年7月3日—），美國女演員，主要在百老匯舞台劇和音樂劇演出。她至今贏得6座東尼獎，是演員至冠，亦是史上唯一贏得全部四項演技項目（舞台劇主、配角、音樂劇主、配角）的人，四項大滿貫和六項得獎記錄奠定了她百老匯傳奇的地位。

## 生平
1993年，麥唐娜毕业于紐約茱莉亞學院，随后開始在百老匯演出。也曾發行過個人專輯、歌劇錄音和音樂劇錄音。
2007至2013年出演劇集《醫者伴我心》。2017年出演真人版《美女與野獸》。2018年起在《傲骨之戰》第二季加入主演。2022年出演劇集《鍍金年代》及電影《美國不平等的起源》。2023年出演電影《魯斯汀》。

## 奖项和荣誉

### 戏剧
1994年憑《Carousel》奪得托尼獎最佳音樂劇女配角，1996年憑《Master Class》奪得話劇女配角，1998年憑《Ragtime》再奪音樂劇女配角，2004年憑《日光下的葡萄干》再奪話劇女配角。
2008年憑《Rise and Fall of the City of Mahagonny》歌劇錄音專輯奪得格萊美最佳歌劇錄製獎和最佳古典樂專輯。
2010年代，麥唐娜終於贏得主角獎項，先後在2012和2014年憑《Porgy and Bess》和《Lady Day at Emerson's Bar and Grill》奪得話劇女配角和音樂劇女主角。
2013年憑《Porgy and Bess》錄音提名最佳音樂劇專輯。

### 电视
麥唐娜先後5次提名艾美獎：2001年《Wit》提名艾美獎電視電影最佳女配角；2008年《A Raisin in the Sun》提名艾美獎電視電影最佳女配角；2013年《Carousel (Live from Lincoln Center)》提名最佳特別節目；2016年《Lady Day at Emerson's Bar and Grill》提名艾美獎電視電影最佳女主角。2015年以《魔街理髮師》（林肯中心現場）贏得最佳特別節目。

## 家庭
第一任丈夫Peter Donovan为低音吉他手。两人于2000年結婚，育有女兒Zoe Madeline Donovan。2009年離婚。
第二任丈夫Will Swenson為百老匯演員。两人于2012年結婚，2016年10月女兒Sally James McDonald-Swenson出生。